# Gibbon Bay
Die Gibbon Bay ist eine 1,5 km lange Bucht an der Ostküste von Coronation Island im Archipel der Südlichen Orkneyinseln. Ihre Einfahrt liegt zwischen den Landspitzen Rayner Point und The Turret.
Der britische Walfängerkapitän George Powell und sein US-amerikanisches Pendant Nathaniel Palmer sichteten die Bucht gemeinsam im Dezember 1821. Der norwegische Walfängerkapitän Petter Sørlle nahm 1912 eine Positionsbestimmung vor. Wissenschaftler der britischen Discovery Investigations präzisierten dies im Jahr 1933 und benannten die Bucht nach Geoffrey McKay Gibbon (1896–1983), dem Schiffsarzt der RRS Discovery II.
Im Jahr 1983 wurden mehr als 13.000 Brutpaare des Zügelpinguins in der Gibbon Bay gezählt. Zudem zählt die Uferlinie der Bucht zu den Brutgebieten des Schneesturmvogels.